# Sicya erebata
Sicya erebata là một loài bướm đêm trong họ Geometridae.